# Almitryna
Almitryna (łac. almitrinum) – organiczny związek chemiczny, lek stymulujący układ oddechowy, stosowany w leczeniu przewlekłej obturacyjnej chorobie płuc.

## Mechanizm działania[1]
Almitryna stymuluje obwodowe chemoreceptory aorty i kłębka szyjnego, w wyniku czego wzrasta SaO2 i PaO2, a zmniejszeniu ulega PaCO2. Bezpośrednim skutkiem pobudzenia tych receptorów jest poprawa utlenowania krwi, która wiąże się z poprawą wentylacji pęcherzykowej oraz ze wzrostem współczynnika wentylacja-perfuzja.
W zalecanych dawkach dobowych (50 lub 100 mg) almitryna:
- nie wpływa na parametry czynnościowe płuc, tj. pojemność oddechową, współczynnik oddechowy, zużycie tlenu,
- poprawia stan chorych z hipoksemią.

## Farmakokinetyka[4][5][6]
Lek szybko i niemal całkowicie wchłania się z przewodu pokarmowego, osiągając we krwi stężenie maksymalne po około 3 godzinach. Niemalże całkowicie wiąże się z białkami osocza. Almitryna metabolizowana jest w wątrobie do postaci nieaktywnych farmakologicznie metabolitów, które następnie wydalane są razem z żółcią. Po podaniu pojedynczej dawki okres półtrwania leku wynosi 40–80 godzin, a w przypadku długotrwałego leczenia wzrasta do 30 dni.

## Wskazania
Niewydolność oddechowa połączona z hipoksemią w przebiegu przewlekłej obturacyjnej choroby płuc.

## Przeciwwskazania
- nadwrażliwość na substancję czynną lub jakikolwiek inny składnik preparatu (w tym laktozę),
- ciężkie choroby wątroby,
- neuropatia obwodowa,
- ciąża i okres karmienia piersią.

## Ostrzeżenia specjalne
1. Podczas stosowania almitryny istnieje ryzyko wystąpienia neuropatii obwodowej[9]. Dlatego też należy bezwzględnie przestrzegać zalecanych dawek oraz nie stosować innych preparatów zawierających almitrynę. W przypadku nagłego spadku masy ciała lub pojawienia się objawów, takich jak mrowienie, uczucie kłucia lub parestezje, leczenie almitryną należy przerwać.
2. Ze względu na ryzyko wystąpienia neuropatii, szczególnie u chorych przyjmujących almitrynę przez dłuższy czas[10], decyzję o kontynuacji podawania leku należy podejmować co 6 miesięcy.
3. Lek nie powinien być stosowany w leczeniu astmy. Przed podaniem almitryny należy zastosować lek rozszerzający oskrzela.
4. Almitryna wydaje się nie być wystarczająco skuteczna w niewydolności oddechowej będącej powikłaniem po przebytym zapaleniu oskrzeli. Należy w takim wypadku rozważyć hospitalizację chorego.

## Interakcje
Brak jakichkolwiek doniesień dotyczących interakcji almitryny z innymi lekami.
Nie należy podawać choremu leczonemu almitryną innych preparatów zawierających tę substancję czynną, z uwagi na ryzyko przedawkowania.

## Działania niepożądane
Występują bardzo rzadko, na ogół w trakcie długotrwałego stosowania almitryny. Obserwuje się:
- zmniejszenie masy ciała,
- neuropatię obwodową,
- objawy ze strony przewodu pokarmowego (nudności, uczucie pieczenia i ciężkości w żołądku, niestrawność, zaparcia),
- zaburzenia snu (nadmierna senność lub bezsenność),
- nadmierne pobudzenie lub lęk,
- uczucie kołatania serca,
- zawroty głowy,
- świadome odczuwanie ruchów oddechowych.

## Przedawkowanie
Nie odnotowano żadnego przypadku przedawkowania almitryny. W razie zażycia więcej niż 100 mg almitryny wystąpić może hipokapnia i zasadowica oddechowa. Nie ma swoistego antidotum na zatrucia almitryną. Należy wdrożyć leczenie objawowe i podtrzymujące pracę układu sercowo-naczyniowego oraz często wykonywać gazometrię.

## Preparaty
- Armanor (Servier)

## Wycofanie z obrotu
14 czerwca 2013 Główny Inspektor Farmaceutyczny wydał decyzję o wycofaniu almitryny z obrotu farmaceutycznego. Przeprowadzona analiza nie wykazała, aby korzyści wynikające ze stosowania doustnie almitryny przeważały nad ryzykiem.